# John Volpe
John Anthony Volpe (/ˈvoʊlpi/; 8 tháng 12 năm 1908 - 11 tháng 11 năm 1994) là một nhà ngoại giao, chính trị gia và là thành viên của Đảng Cộng hòa, từng là Thống đốc thứ 61 và 63 của bang Massachusetts từ 1961 đến 1963 và 1965 đến 1969, Bộ trưởng Giao thông Hoa Kỳ từ năm 1969 đến năm 1973 và là Đại sứ Hoa Kỳ tại Ý từ năm 1973 đến 1977.

## Thuở nhỏ và giáo dục
Volpe sinh ngày 8 tháng 12 năm 1908 tại Wakefield, Massachusetts. Ông là con trai của những người Ý nhập cư Vito và Filomena (nhũ danh Benedetto) Volpe, người đã đến từ Abruzzo đến North End của Boston trên chiếc Canopic SS vào năm 1905; cha ông làm việc trong ngành xây dựng.
Volpe đã vào Học viện Wentworth (sau này được gọi là Viện Công nghệ Wentworth) ở Boston, nơi ông chuyên về xây dựng kiến trúc và bước vào kinh doanh xây dựng, xây dựng công ty riêng của mình vào năm 1930.

## Cuộc sống cá nhân
Vào ngày 18 tháng 6 năm 1934, Volpe cưới Giovaninna Benedetto, người mà ông có hai con, John Anthony, Jr. và Loretta Jean Volpe Rotondi. Trong Thế chiến II, ông tình nguyện phục vụ các bang như một sĩ quan đào tạo Hải quân Hoa Kỳ.

## Sự nghiệp ban đầu
Năm 1953, ông được bổ nhiệm làm Ủy viên Công trình công cộng Massachusetts, và năm 1956 ông được bổ nhiệm bởi Tổng thống Dwight D. Eisenhower là Quản lý Cục quản lý đường cao tốc liên bang.

## Thống đốc bang Massachusetts
Năm 1960, Volpe được bầu làm Thống đốc bang Massachusetts, đánh bại Bộ trưởng Ngoại giao Massachusetts Joseph D. Ward. Ông từng là thống đốc từ năm 1961 đến năm 1963. Năm 1962, Volpe đã bị thua cựu Ủy viên Hội đồng Thống đốc Endicott Peabody. Peabody là bạn thân của Tổng thống John F. Kennedy. Năm 1964, Volpe ra ứng cử và đã đánh bại Francis X. Bellotti để lên nắm quyền. Năm 1966, Volpe được bầu vào nhiệm kỳ bốn năm đầu tiên trong lịch sử Massachusetts, đánh bại cựu Tổng chưởng lý Massachusetts Edward J. McCormack, Jr.
Trong thời gian nắm quyền, Thống đốc Volpe đã ký pháp lệnh cấm mất cân bằng chủng tộc trong giáo dục, tổ chức lại Hội đồng Giáo dục của tiểu bang, tự do hóa luật kiểm soát sinh sản và gia tăng nhà ở công cộng cho các gia đình có thu nhập thấp. Thống đốc Volpe cũng tăng doanh thu bằng cuộc đấu tranh dài hạn và cuối cùng thành công để tạo ra thuế trả góp ba phần trăm. Ông là chủ tịch của Hiệp hội Thống đốc Quốc gia từ 1967 đến 1968.

## Tranh cử tổng thống
Năm 1968, Thống đốc Volpe đã không thành công với tư cách là ứng cử viên cho đề cử tổng thống của Đảng Cộng hòa. Ông đã bị đánh bại trong bầu cử sơ bộ trong bang bởi một chiến dịch tự động bầu cho Thống đốc New York Nelson A. Rockefeller. Nó đã được nhiều người tin rằng ông hy vọng được chọn làm ứng cử viên của đảng mình cho chức Phó Tổng thống.

## Bộ trưởng giao thông
Sau cuộc bầu cử Tổng thống Richard M. Nixon, Volpe được giữ chức Bộ trưởng Bộ Giao thông Vận tải. Ông đã từ chức thống đốc để đảm nhận chức vụ nội các, và phục vụ ở vị trí đó từ năm 1969 đến năm 1973. Trong nhiệm kỳ của mình với tư cách là Bộ trưởng Bộ Giao thông, Amtrak đã được tạo ra.
Volpe là người thứ hai phục vụ trong vai trò này sau khi vị trí này trở thành bố trí ở Nội các Hoa Kỳ. Ông đã nhận được giải thưởng Xuất sắc vào năm 1970 từ Engineering News-Record.

## Đại sứ tại Ý
Năm 1973, Volpe được đề cử bởi Tổng thống Nixon và được Thượng viện Hoa Kỳ xác nhận là Đại sứ Hoa Kỳ tại Ý, ông giữ chức vụ này cho đến năm 1977.

## Qua đời và vinh danh
Volpe qua đời ở Nahant, Massachusetts vào ngày 11 tháng 11 năm 1994, ở tuổi 85. Ông được chôn cất tại nghĩa trang Forest Glade ở Wakefield, Massachusetts.
Trung tâm Hệ thống Giao thông vận tải Quốc gia John A. Volpe ở Cambridge được đặt theo tên ông, cũng như Thư viện Thống đốc John A. Volpe tại Trường Trung học Wakefield ở Wakefield. Các giấy tờ của John A. Volpe có trong kho lưu trữ và các bộ sưu tập đặc biệt của các thư viện Đại học Northeastern, ở Boston. Nhà ga E tại [Sân bay Quốc tế Logan] cũng được dành riêng để vinh danh ông.